# Xavier de Hauteclocque
Pour les articles homonymes, voir Hauteclocque.
Xavier (Marie, Alphonse) de Hauteclocque, né le 12 août 1897 à Saveuse dans la Somme et mort le 3 avril 1935 à Paris, est un journaliste et écrivain français. Il meurt empoisonné par le régime nazi que ses écrits gênaient.

## Biographie

### Jeunesse et carrière militaire
Fils du comte Wallerand de Hauteclocque, colonel de cavalerie, mort pour la France en 1914, et de Françoise du Crocquet de Saveuse de Pons-Rennepont ; frère de Bernard de Hauteclocque, aussi mort pour la France en 1914, il est également le cousin germain du maréchal de France Philippe Leclerc de Hauteclocque.
Il épouse à Paris, église Saint Philippe du Roule, le 3 décembre 1931, Françoise Le Mesre de Pas (1907-1985), fille de Paul, comte Le Mesre de Pas, et de Monique Briet de Rainvillers. Elle est la petite-fille de Louis Briet de Rainvillers (1838-1907), député de la Somme, la cousine-germaine d'autre Louis Briet de Rainvillers (1900-1945), résistant, mort pour la France en déportation
Sa jeunesse se passe entre le château de Saveuse (Somme), propriété de sa famille maternelle, et celui de Grand-Rullecourt (Pas de Calais), propriété de sa famille paternelle.
Il suit les études d'un baccalauréat « Latin-Langues » (en l'occurrence anglais et allemand) et philosophie.
Appartenant à la classe 1917, il anticipe l'appel et s'engage comme engagé volontaire à l'âge de 18 ans le 15 juillet 1915 au 3e régiment des hussards à Saumur. Il devient maréchal des logis le 2 mai 1918. Il est légèrement blessé au poignet par balle de revolver, à Villers-Cotterêts le 2 juin 1918.
Il suit les cours d'élève aspirant à Saint-Cyr du 25 août 1918 au 1er février 1919 et devient aspirant le 5 février. Il est démobilisé le 3 novembre 1920, devient sous-lieutenant de réserve en 1929, puis lieutenant de réserve le 23 avril 1934. Il reçoit la Croix de guerre 1914-1918.

### Carrière de journaliste et d'écrivain
Il commence sa carrière journalistique au Journal des Débats et à La Liberté, puis devient rédacteur au Petit Journal en 1929. Il collabore au Crapouillot, à Vu et Gringoire. Il dénonce dès 1932 la montée du national-socialisme et sa nature réelle. Il reçoit le 14 octobre 1933 le prix Gringoire pour le meilleur reportage de l'année.

### Sa mort
Il consacre cinq reportages, entre juin 1932 et mars 1935, à l'évolution en cours en Allemagne. Ses écrits dérangeant les nazis, ceux-ci décident de son élimination. Il est empoisonné lors de son dernier séjour en Allemagne. Rentré en France, il meurt à 38 ans, après trois semaines d'agonie, le 3 avril 1935 rue Labie dans le 17e arrondissement de Paris. 
Son service funèbre se déroule le 11 avril 1935 en l'église Saint-Ferdinand-des-Ternes à Paris et il est inhumé à Saveuse dans la Somme.

### Les sept têtes du dragon vert
L'éditeur Energeia du livre Les Sept Têtes du dragon vert, attribué à un certain « Teddy Legrand », l'attribue à Xavier de Hauteclocque, mais selon Serge Caillet, le pseudonyme de Teddy Legrand pourrait être en fait Jean d'Agraives ou Pierre Mariel. Par ailleurs l'emploi du pseudonyme de Teddy Legrand pourrait indiquer une collaboration entre différentes personnes, dont Charles Lucieto, dont le nom est cité plusieurs fois dans l'ouvrage.

### Œuvres

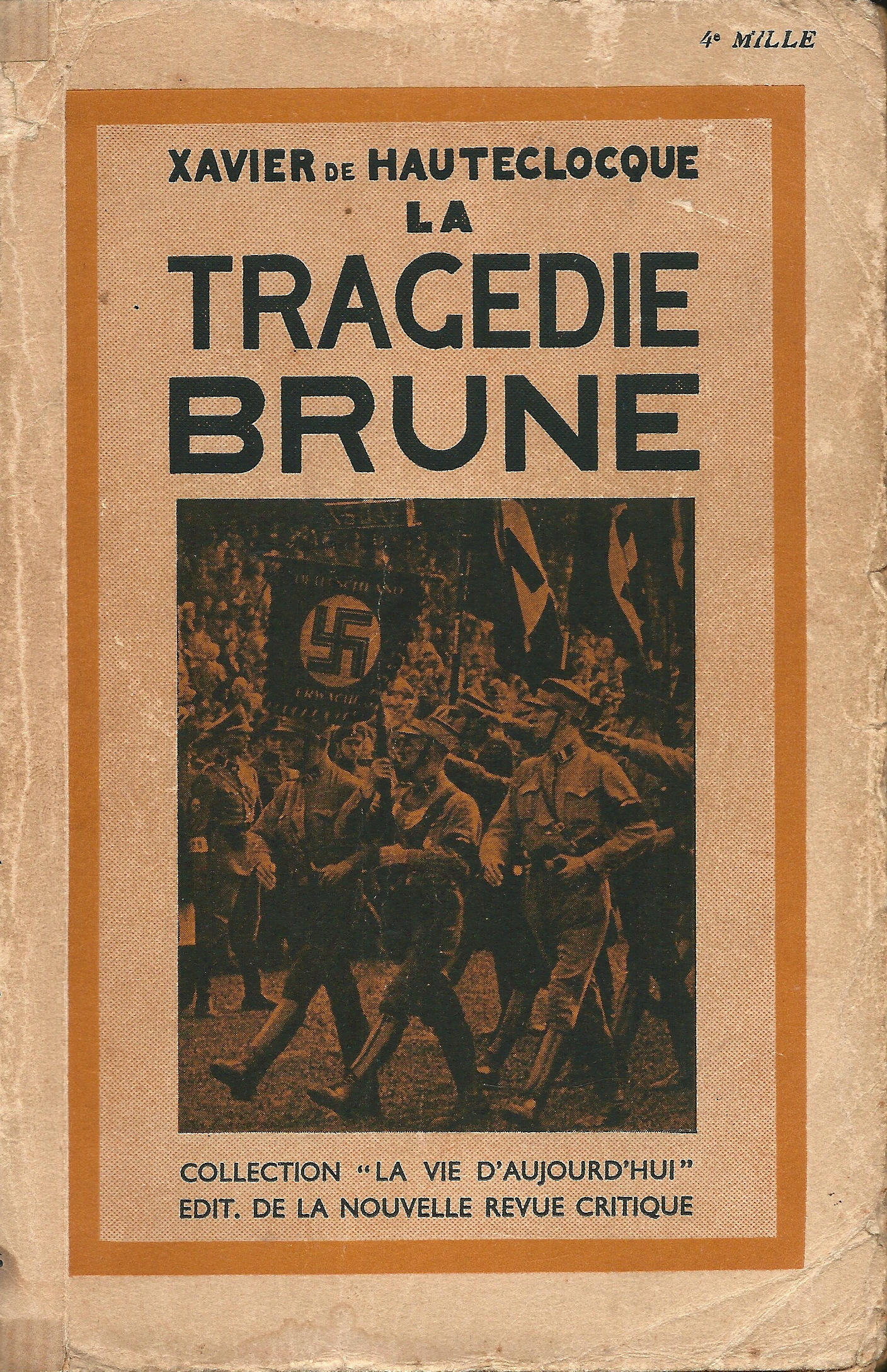
Couverture de l'essai La Tragédie brune.

- Montparnasse carrefour du monde, 1930, 18 pages
- Le Secret des hordes, Éditions de la « Nouvelle Revue Critique », 1930.
- Grand Nord, Éditions de la « Nouvelle Revue Critique », 1930.
- Le Turban vert, avec une lettre-préface du maréchal Lyautey, Éditions de la « Nouvelle Revue Critique », 1931 ; Editions Energeia 2013.
- La Guerre en masque noir, Éditions de la « Nouvelle Revue Critique », 1931; Editions Energeia 2014.
- Les Mangeurs d'or (chez les usuriers de Paris), Éditions de la « Nouvelle Revue Critique », 1932.
- Aigles de Prusse (chez les Junkers de Prusse), Éditions de la « Nouvelle Revue Critique », 1933.
- Perceurs de frontières, Éditions de la « Nouvelle Revue Critique », 1933, qui reçut le prix Gringoire en 1933, Editions Energeia.
- Pègre et Police internationales, Éditions de la « Nouvelle Revue Critique », 1934.
- Police politique hitlérienne, Éditions de la « Nouvelle Revue Critique »; Editions Energeia 2014.
- À l'Ombre de la Croix Gammée, Éditions de France, Editions Energeia
- La Tragédie brune, Éditions de la « Nouvelle Revue Critique », 1934, Editions Energeia.
- Nuit sur l'Allemagne, paru dans la revue Gringoire, le 23 février 1934.
- Au Cœur de l'Allemagne nazie, réédition de A l'ombre de la croix gammée, La Tragédie brune et Police politique hitlérienne, avec une préface d'Étienne de Montety, 2019, Paris, Arthaud, 1 vol. in 8°, 496 p.  (ISBN 9782081473331)

### Adaptation
En 2018, Thomas Cadène (scénario) et Christophe Gaultier (dessin) adaptent en bande dessinée La Tragédie brune pour la maison d'édition Les Arènes. Dans Le Monde, Pénélope Bagieu analyse cette adaptation comme « essentielle et glaçante, dont la mise en scène subtile est parfaitement servie par le très beau dessin du Berlin des années 1930 et des grands silences des camps de la mort ».